# Cariane
Cariane était une entreprise spécialisée dans le transport de voyageurs créée en 1988 à l'issue de la fusion des sociétés Société de transports routiers de voyageurs (STRV) et STV (SCETA Transports et Voyages). Elle était une filiale de la Société de Contrôle et d’Exploitation des Transports Auxiliaires (SCETA).
Le groupe a disparu en 2001, lors de sa fusion avec Via-GTI pour former Keolis.

## Histoire
À la fin des années 1930, STRV était une filiale de la Société nationale des chemins de fer français (SNCF), spécialisée dans les transports routiers. Elle effectuait le transport des ouvriers en car dans les zones dépourvues de voies ferrées.

## Filiales
Cariane avait des implantations un peu partout en France grâce à ses 48 sociétés locales.
- Athis Cars (1991)
- Cariane Adour
- Cariane Atlantique
- Cariane Aveyron
- Cariane Auvergne
- Cariane Bourgogne AMCO
- Cariane Centre
- Cariane Drôme
- Cariane Est
- Cariane Eure
- Cariane Languedoc Roussillon
- Cariane Littoral (devenu : Keolis Littoral)
- Cariane Loiret
- Cariane Nord (n'opérant maintenant qu'en métropole lilloise et sur des lignes régulières, la société s'appelle maintenant : Keolis Nord et fonctionne sur le réseau Ilévia[4])
- Cariane Oise
- Cariane Pyrénées
- Cariane Somme
- Cariane Touriscar Ain
- Cariane Train Bleu
- Cariane Val d'Oise
- Cariane Val de Saône
- Les Grands Courriers
- STA Cariane